# Lukaskirche (Berlin)

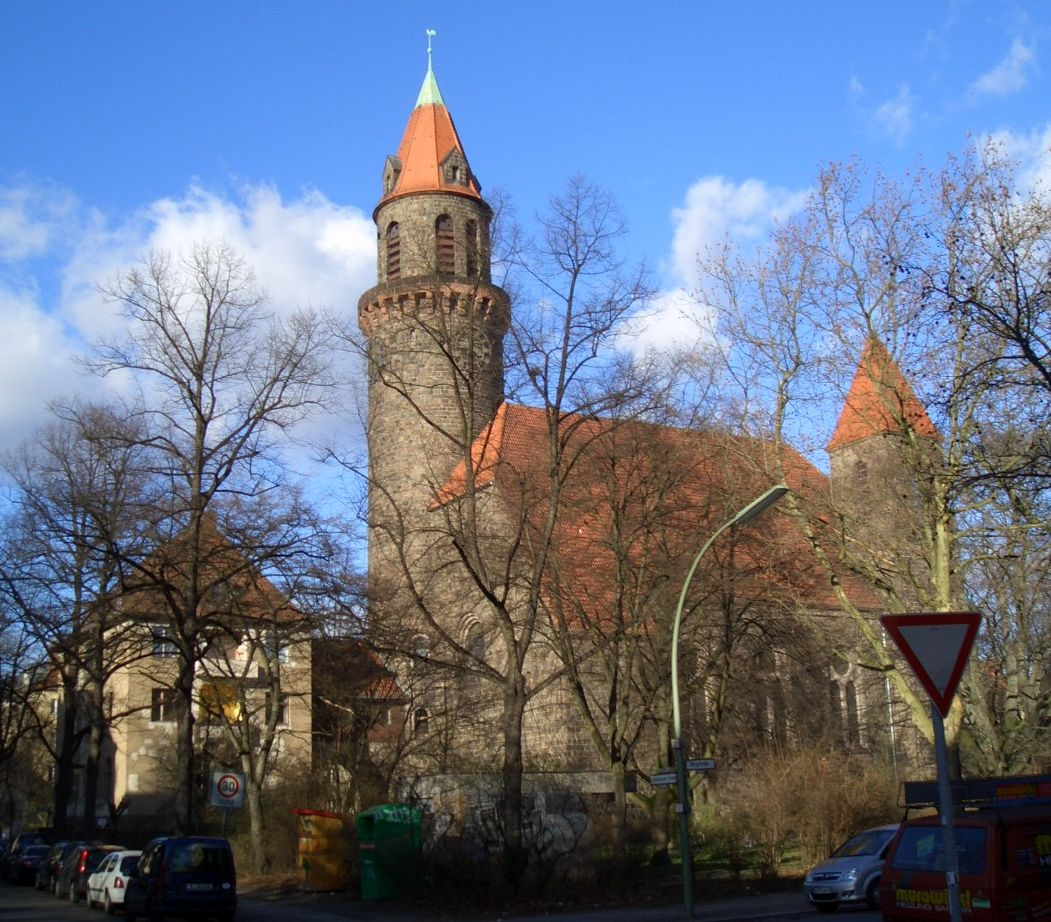
Ansicht von der Bergstraße

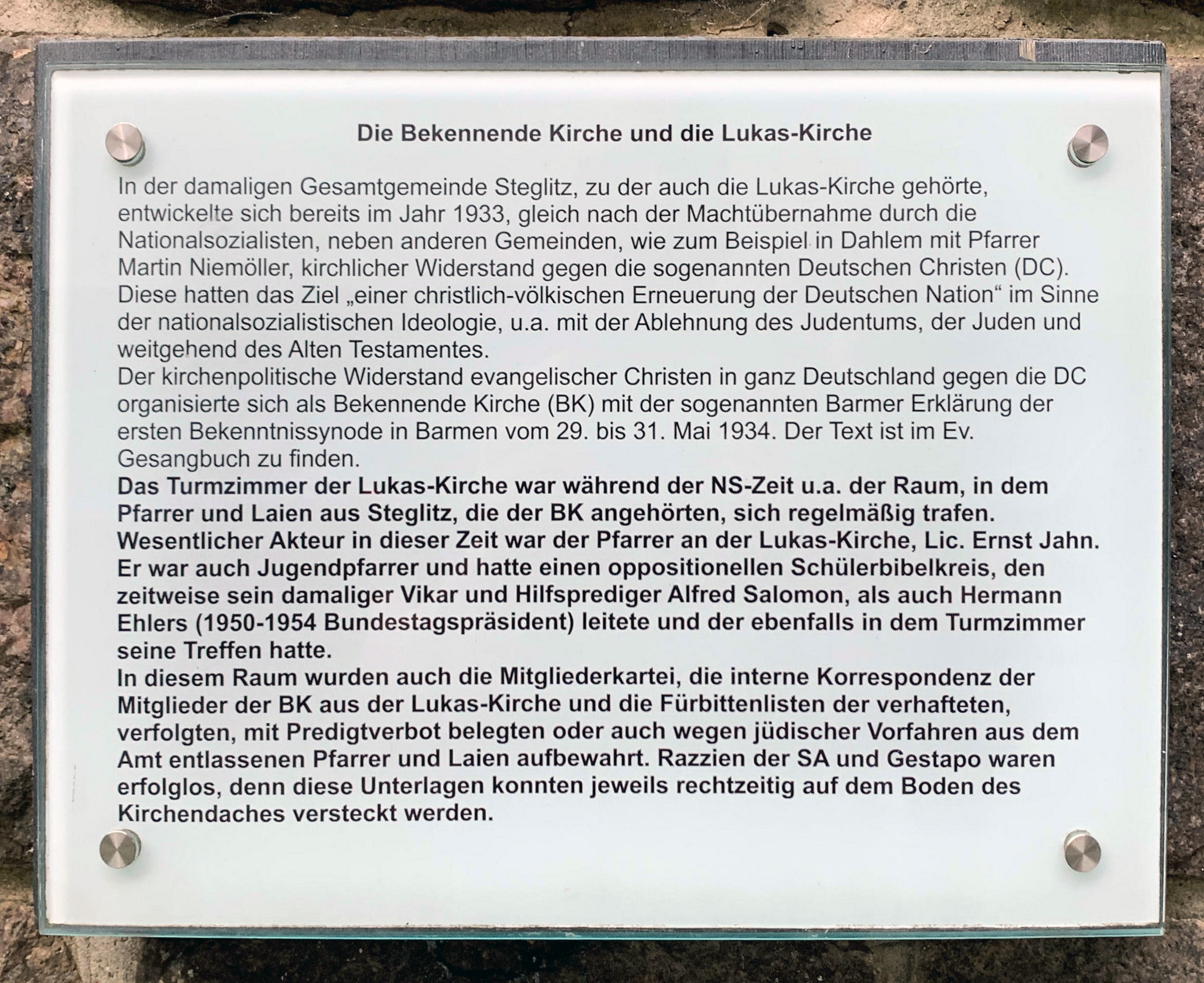
Gedenktafel an der Lukaskirche

Die evangelische Lukaskirche im Berliner Ortsteil Steglitz wurde in den Jahren 1914 bis 1919 nach Plänen von Baurat Walter Kern erbaut. Sie liegt an der Grünanlage des Friedrichsruher Platzes, zwischen Berg- und Friedrichsruher Straße am Rand des sogenannten Bismarckviertels.

## Geschichte
Die Lukaskirche wurde nach der Matthäuskirche und der Markuskirche als drittes Gotteshaus der Steglitzer Gesamtgemeinde während des Ersten Weltkriegs erbaut und am 21. September 1919 eingeweiht. Im Zweiten Weltkrieg wurde sie nur leicht beschädigt. Die Lukas-Kirchengemeinde wurde am 19. Dezember 1949 selbstständig.

## Bauwerk
Der aus dreischiffiger Hallenkirche nebst Pfarr- und Gemeindehaus bestehende zweitürmige Baukomplex wurde im neuromanischen Stil aus Findlingsgranit errichtet und wirkt burgartig. Der historistische Baustil steht im Kontrast zu dem gleichzeitig errichteter Kirchenbauten, wie beispielsweise der benachbarten Markuskirche, erbaut 1911 in zeitgenössischer Reformarchitektur.
Der Bauform entspricht die Inschrift über einem der Nebeneingänge seitlich des Hauptportals „Ein feste Burg ist unser Gott“. Zur Erbauungszeit war die Kirche lediglich im Osten und Westen von mehrgeschossigen Mietshäusern flankiert, mit denen sie ein architektonisches Bauensemble bildete. Die Schauseiten im Norden (Friedrichsruher Straße) und Süden (Bergstraße) grenzten unmittelbar an Gärten an.
Der weithin auszumachende runde Glockenturm mit spitzem Kegeldach an der Nordwestecke der Kirche ist 56 Meter hoch und folgt dem Vorbild mittelalterlicher Befestigungstürme, desgleichen der niedrigere rechteckige Südostturm mit Zeltdach. Im eingezogenen Obergeschoss des Glockenturms hängen drei Bronzeglocken, die 1959 von der Glocken- und Kunstgießerei Rincker gegossen wurden.
| Schlagton | Gewicht (kg) | Durchmesser (cm) | Höhe (cm) | Krone (cm) | Inschrift                                  |
| --------- | ------------ | ---------------- | --------- | ---------- | ------------------------------------------ |
| h0        | 2374         | 160              | 147       | 23         | EINS IST NOT +                             |
| d1        | 1463         | 135              | 124       | 20         | SIEHE, ICH VERKÜNDIGE EUCH GROSSE FREUDE + |
| e1        | 1100         | 122              | 112       | 19         | EHRE SEI GOTT IN DER HÖHE +                |

### Innenraum
Der Innenraum der Kirche ist heute mit schlichtem Putz versehen, doch geben die Mörtelschnitt-Ornamente an den Emporen und an der Decke der heutigen Vorkirche eine Ahnung von der einst prachtvollen Ausgestaltung der Kircheninneren. Das Gewölbe des Langhauses war farbig ausgemalt, die abgetönten Wände waren mit ornamentalen Linienzügen versehen. Von dieser Pracht hat sich einzig der nach dem Zweiten Weltkrieg wiederhergestellte Triumphbogen der Altarapsis erhalten, der einstmals im Orgel-Triumphbogen sein künstlerisches Pendant fand.
Ist die Altarapsis heute gänzlich mit Mosaiksteinen gestaltet, so waren diese ursprünglich auf die Kuppel und die Darstellung des thronenden Christus und den abschließenden Fries mit Evangelistensymbolen beschränkt. Der Großteil der Apsis war mit vier Reihen Mörtelschnitt-Kassetten ausgestaltet, die nach unten von einer grau-blauen Stucco lustro-Verkleidung begrenzt wurden. Altar und Taufstein haben sich seit damals kaum verändert, sieht man davon ab, dass die über dem Taufstein angebrachte plastische Darstellung der Taufe Christi damals mit einer marmornen Bekrönung mit goldfarbenem Mosaikfries versehen war.
Auch die Kanzel hat sich seit damals kaum verändert, lediglich die damals behelfsmäßig in die vier Figurennischen gestellten Statuetten sind zwischenzeitlich ersetzt worden. Zum Zeitpunkt der Fertigstellung der Lukaskirche hatte man sich mit diesen, aus den Staatlichen Museen stammenden, Abgüssen der christlichen Tugenden beholfen, da die noch leeren Nischen als unbefriedigend empfunden wurden. Doch bereits zur Einweihung der Kirche wurde der Hoffnung Ausdruck verliehen, dass diese stilwidrigen – nach den Vorbildern der beiden italienischen Bildhauern Donatello und Jacopo della Quercia angefertigten – Abgüsse bald durch angemessene Neuschöpfungen ersetzt werden sollten.
Heute ist einzig die als Gedächtnishalle für die Gefallenen des Ersten Weltkriegs gestaltete, im Erdgeschoss des Hauptturms befindliche Eingangshalle in ihrem ursprünglichen Zustand erhalten geblieben.

### Orgel
Die Orgel der Lukaskirche geht zurück auf ein Instrument, das 1919 von der Orgelbaufirma Furtwängler und Hammer (Hannover) mit 37 Registern auf drei Manualen und Pedal erbaut wurde. Das Instrument überdauerte den Zweiten Weltkrieg nahezu unbeschadet, wurde allerdings 1964–1965 durch ein neues Instrument ersetzt, in dem allerdings Material der Orgel von Furtwängler und Hammer Wiederverwendung fand. Im Zuge einer umfassenden Instandsetzung und Revision wurde das Instrument 2007 in klanglicher Hinsicht verbessert. Es hat heute 44 Register auf drei Manualen und Pedal.
| I Hauptwerk C–g3 |             |        |
| 01.              | Prinzipal   | 16′    |
| 02.              | Oktave      | 08′    |
| 03.              | Gambe       | 08′    |
| 04.              | Hohlflöte   | 08′    |
| 05.              | Koppelflöte | 08′    |
| 06.              | Oktave      | 04′    |
| 07.              | Nachthorn   | 04′    |
| 08.              | Quinte      | 02 ⁄3′ |
| 09.              | Superoktave | 02′    |
| 10.              | Cornett     | 08′    |
| 11.              | Mixtur      | 02′    |
| 12.              | Fagott      | 16′    |
| 13.              | Trompete    | 08′    |

| II Positiv C–g3 |           |        |
| 14.             | Prinzipal | 8′     |
| 15.             | Gedeckt   | 8′     |
| 16.             | Quintade  | 8′     |
| 17.             | Prinzipal | 4′     |
| 18.             | Rohrflöte | 4′     |
| 19.             | Flageolet | 2′     |
| 20.             | Quinte    | 1 ⁄3′  |
| 21.             | Terz      | 1 3⁄5′ |
| 22.             | Cromorne  | 8′     |
|                 | Tremulant |        |

| III Schwellwerk C–g3 |                 |        |
| 23.                  | Bordun          | 16′    |
| 24.                  | Rohrflöte       | 08′    |
| 25.                  | Viola           | 08′    |
| 26.                  | Schwebung       | 08′    |
| 27.                  | Prinzipal       | 04′    |
| 28.                  | Blockflöte      | 04′    |
| 29.                  | Waldflöte       | 02′    |
| 30.                  | Sesquialter II  | 02 ⁄3′ |
| 31.                  | Mixtur          | 01′    |
| 32.                  | Hautbois        | 08′    |
| 33.                  | Trompette harm. | 08′    |
|                      | Tremulant       |        |

| Pedal C–f1 |            |         |
| 34.        | Prinzipal  | 16′     |
| 35.        | Subbass    | 16′     |
| 36.        | Oktave     | 08′     |
| 37.        | Gedackt    | 08′     |
| 38.        | Quinte     | 05 1⁄3′ |
| 39.        | Oktave     | 04′     |
| 40.        | Rohrpreife | 04′     |
| 41.        | Hintersatz | 04′     |
| 42.        | Posaune    | 16′     |
| 43.        | Trompete   | 08′     |
| 44.        | Schalmei   | 04′     |

- Koppeln:
  - Normalkoppeln: II/I, III/I, III/II, I/P, II/P, III/P
  - Superoktavkoppeln: III/I, III/II, III/III
- Spielhilfen: 4000-fache Setzeranlage (Remocard), Crescendowalze (4 Programmierungen)

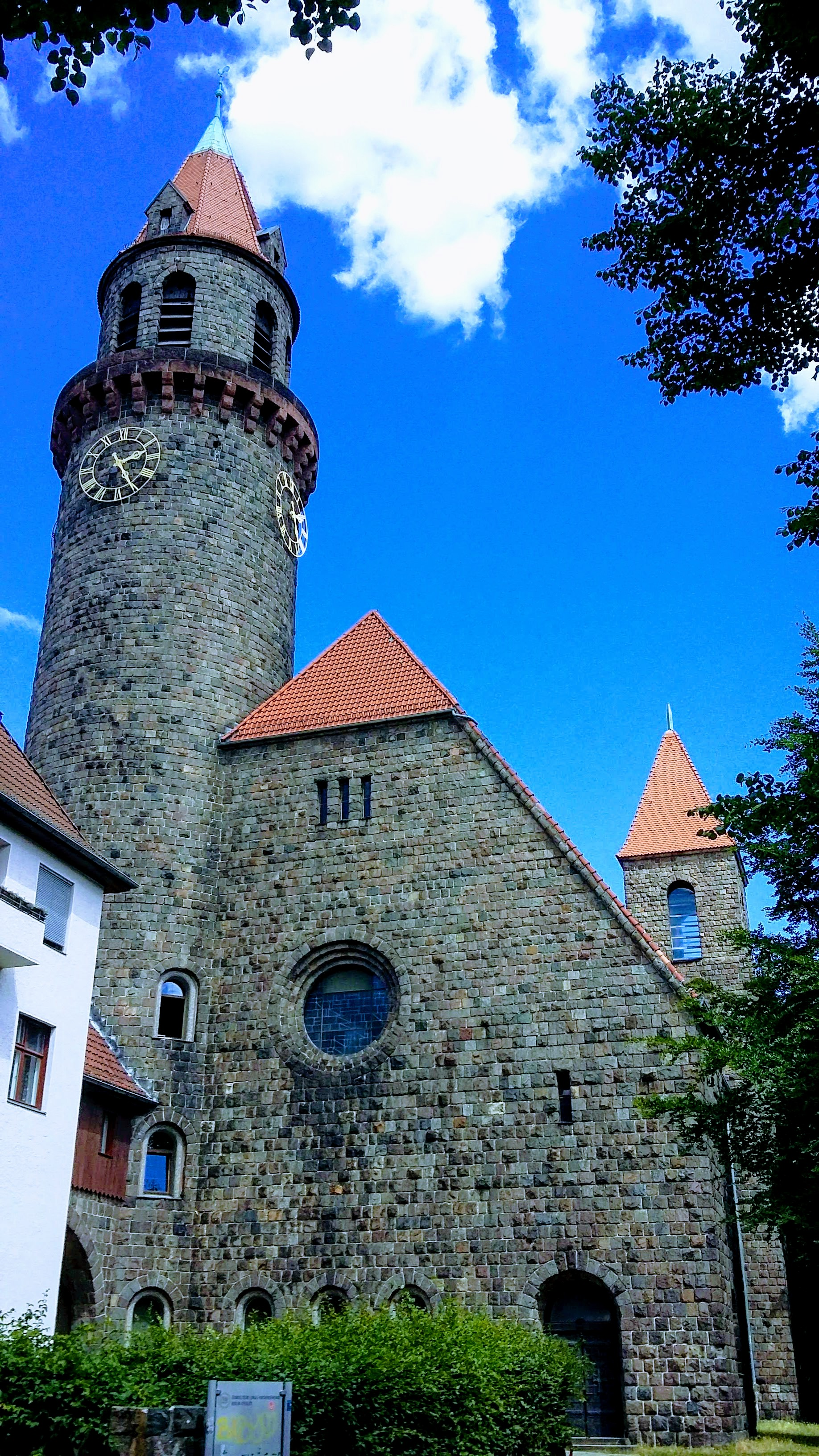
Westfront
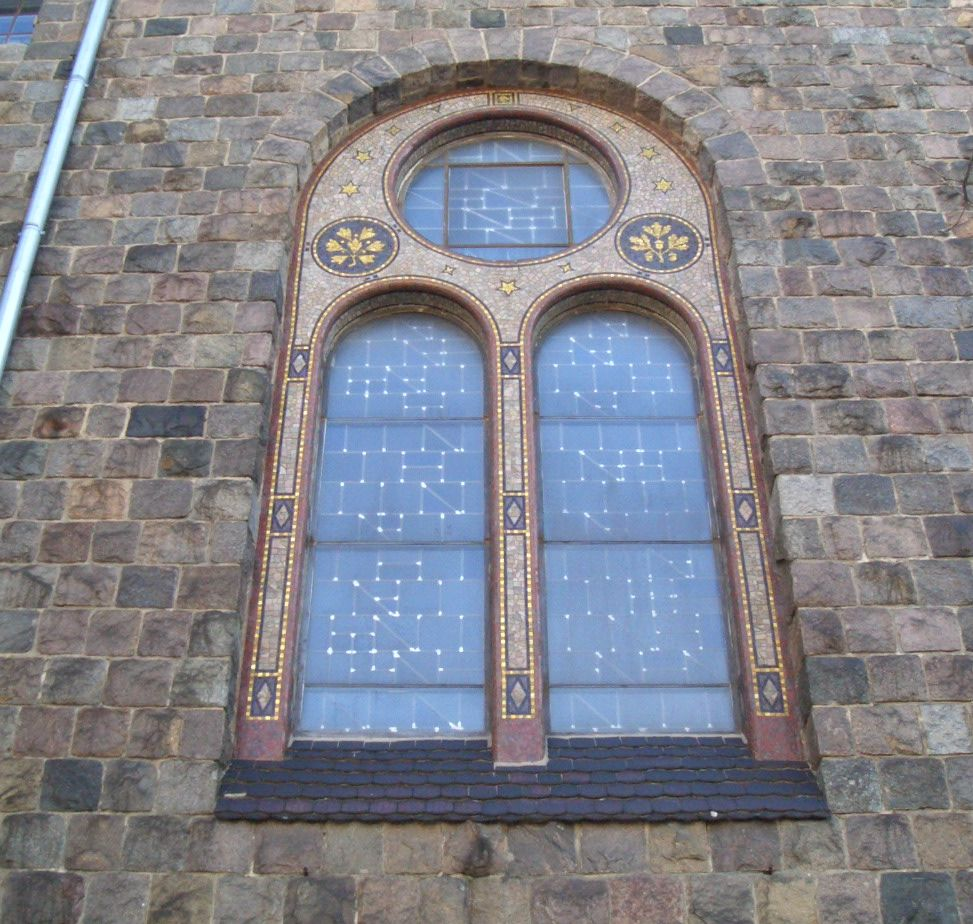
Kirchenfenster (Mosaik von Puhl & Wagner?)
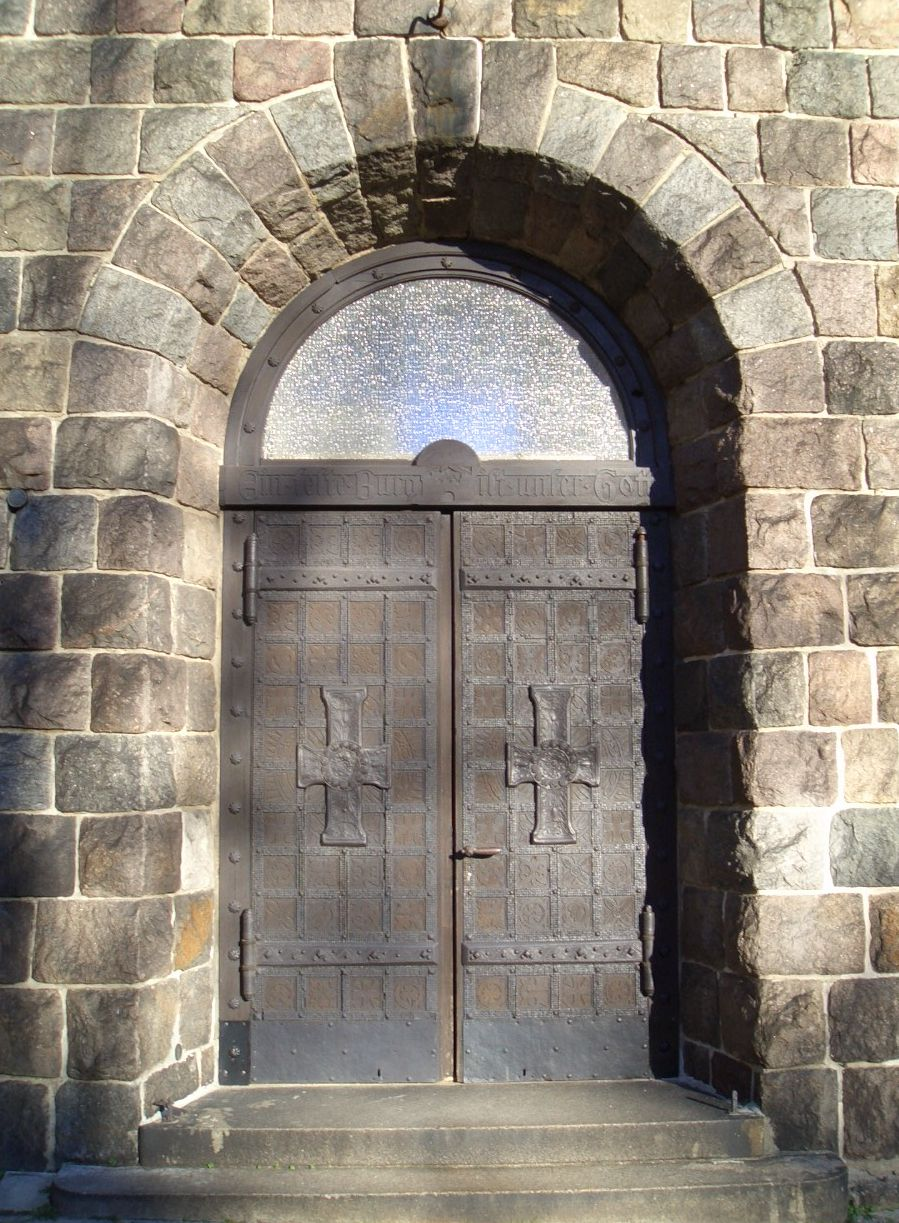
Westlicher Nebeneingang, sogenannte „Eiserne Tür“ (auch Nagelportal, Ein feste Burg ist unser Gott)
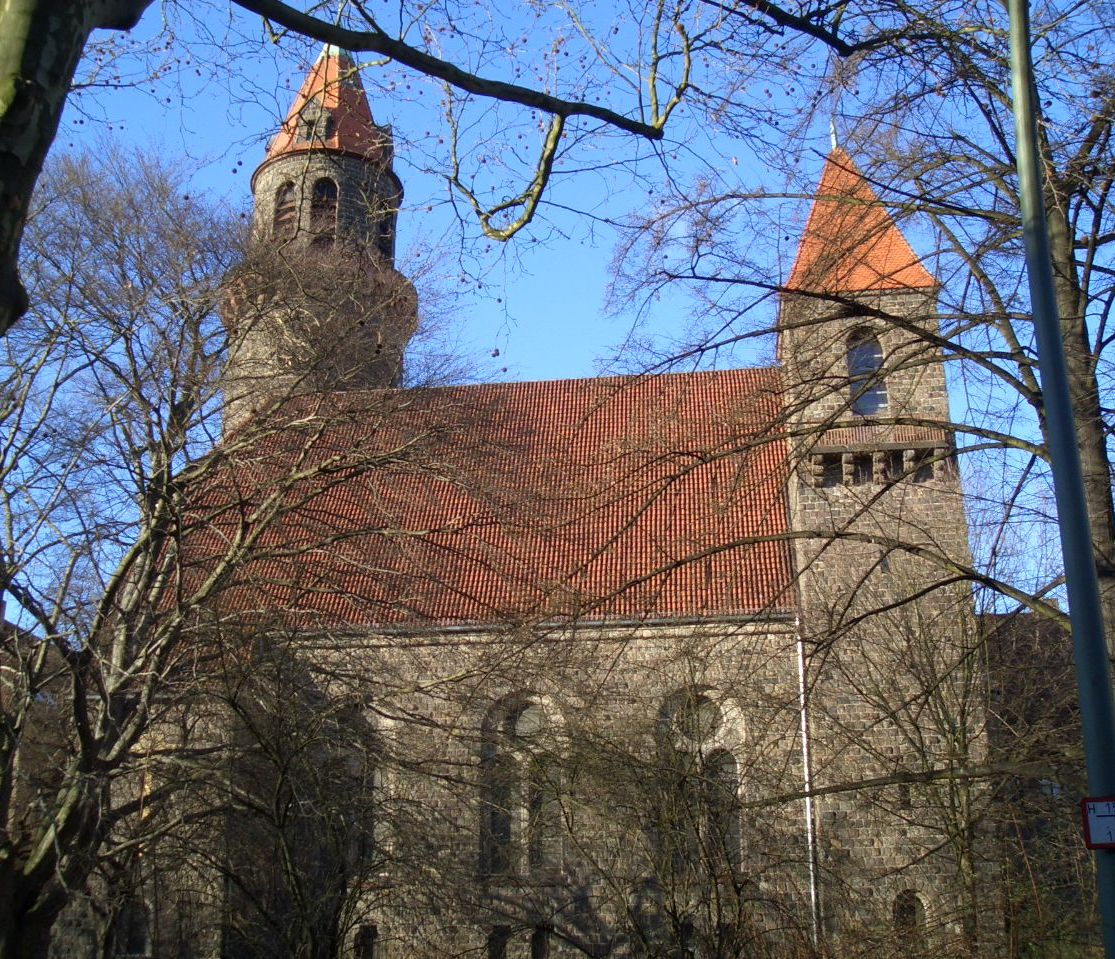
Ansicht von der Bergstraße